# Li Je (matematik)
Li Je (kitajsko: 李冶; pinjin: Li Ye; Wade–Giles: Li Yeh), rojen kot Li Dži (kitajsko: 李治; pinjin: Li Zhi), vljudnostno ime Li Džingdžaj (kitajsko: 李敬斋; pinjin: Li Jingzhai), kitajski matematik, * 1192, Dašing (sedaj Peking), Kitajska, † 1279. 
Poleg Čin Džjušaoja, Jang Huija in Džu Šidžjeja je bil eden od najpomembnejših matematikov v obdobju dinastije Song (980-1279). Zaradi zamenjave s kitajskih cesarjem Gaodzongom, tretjim iz dinastije Tang, ki se je tudi imenoval Li Dži, se je kasneje preimenoval v Li Je (李冶).